# Still Loving You (Album)
Still Loving You ist eine Best-of-Kompilation der erfolgreichsten und beliebtesten Balladen der Scorpions aus der Zeit von 1977 bis 1990.

## Entstehung
Nach dem großen Erfolg von Wind of Change und auf Grund einer Option auf ein weiteres Best-of-Album ihrer alten Plattenfirma und ihres ehemaligen Produzenten Dieter Dierks, wurde das Album von den Scorpions zusammengestellt. Neun der elf Lieder stammen aus der langen Zusammenarbeit mit Dieter Dierks. Diese Lieder wurden von Erwin Musper in den niederländischen Wisseloord Studios in Hilversum überarbeitet und remixed. Dazu kam der Welthit Wind of Change sowie als Bonus Living for Tomorrow. Dieses Lied hatten die Scorpions das erste Mal während ihrer Konzerte in Leningrad 1988 live gespielt; diese Fassung ist auf dem Album zu hören.

## Titelliste
1. Believe in Love (4:54)
2. Still Loving You (6:08)
3. Walking on the Edge (5:05)
4. Born to Touch Your Feelings (7:07)
5. Lady Starlight (6:24)
6. Wind of Change (5:10)
7. Is There Anybody There (4:16)
8. Always Somewhere (4:55)
9. Holiday (6:31)
10. When the Smoke is Going Down (3:46)
11. Living for Tomorrow (7:14)

## Singleauskopplungen
Als Singles wurden die Lieder Still Loving You und Living for Tomorrow ausgekoppelt.

## Kommerzieller Erfolg

### Chartplatzierungen
In Deutschland erreichte das Album Platz 18 der Charts und blieb dort 22 Wochen gelistet. In Österreich erreichte es Platz 32.
| ChartsChartplatzierungen | Höchstplatzierung | Wochen |
| ------------------------ | ----------------- | ------ |
| Deutschland (GfK)        | 18 (22 Wo.)       | 22     |
| Österreich (Ö3)          | 32 (3 Wo.)        | 3      |
| Schweiz (IFPI)           | 24 (5 Wo.)        | 5      |

| ChartsJahrescharts (1992) | Platzierung |
| ------------------------- | ----------- |
| Deutschland (GfK)         | 76          |

### Auszeichnungen für Musikverkäufe
| Land/Region        | Auszeichnungen für Musikverkäufe (Land/Region, Auszeichnung, Verkäufe) | Verkäufe |
| ------------------ | ---------------------------------------------------------------------- | -------- |
| Deutschland (BVMI) | Gold                                                                   | 250.000  |
| Finnland (IFPI)    | Platin                                                                 | 57.042   |
| Frankreich (SNEP)  | Gold                                                                   | 100.000  |
| Italien (FIMI)     | Gold                                                                   | 100.000  |
| Malaysia (RIM)     | Platin                                                                 | 75.000   |
| Portugal (AFP)     | Platin                                                                 | 40.000   |
| Schweiz (IFPI)     | Gold                                                                   | 25.000   |
| Insgesamt          | 4× Gold · 3× Platin ·                                                  | 647.042  |

Hauptartikel: Scorpions/Auszeichnungen für Musikverkäufe